# Cantone di Salbris
Il Cantone di Salbris era una divisione amministrativa dell'arrondissement di Romorantin-Lanthenay.
È stato soppresso a seguito della riforma complessiva dei cantoni del 2014, che è entrata in vigore con le elezioni dipartimentali del 2015.
Comprendeva i comuni di:
- La Ferté-Imbault
- Marcilly-en-Gault
- Orçay
- Pierrefitte-sur-Sauldre
- Saint-Viâtre
- Salbris
- Selles-Saint-Denis
- Souesmes
- Theillay